# Alison Bartosik
Alison Bartosik (ur. 20 kwietnia 1983 w Flagstaff) – amerykańska pływaczka synchroniczna, dwukrotna medalistka olimpijska z Aten, dwukrotna medalistka mistrzostw świata.
W 2001 uczestniczyła w mistrzostwach świata w Fukuoce, ale stąd nie przywiozła żadnego medalu. Dwa lata później, w Barcelonie otrzymała dwa medale mistrzostw świata – srebrny w konkurencji zespołów kombinacja i brązowy w konkurencji zespołów.
W 2003 zdobyła dwa złote medale na igrzyskach panamerykańskich.
W 2004 wystąpiła w rozgrywanych w Atenach letnich igrzyskach olimpijskich, podczas których rywalizowała w konkurencji duetów oraz drużyn. W obu z nich zdobyła brązowy medal, w rywalizacji duetów uzyskała wynik 96,918 pkt a w rywalizacji drużyn – 97,418 pkt.